# Prometheus (Bildarchiv)
Prometheus – Das verteilte digitale Bildarchiv für Forschung und Lehre (Eigenschreibweise prometheus) ist eine webbasierte Bildersammlung mit über 3 Millionen Bilddateien zur Kunst und Archäologie. Sie wendet sich primär an Wissenschaftler und Studierende in den kulturhistorischen Fächern, insbesondere an Fachvertreter der Kunstgeschichte und der Klassischen Archäologie.
Im Gegensatz zu anderen Bildarchiven stellt Prometheus im technischen Sinne keine zentralisierte Bilddatenbank dar. Vielmehr handelt es sich um einen Metaserver (Datenbroker), der seinerseits Bildinformationen (Metadaten) und Abbildungen dezentral verteilter Bilddatenbanken zusammenführt. Dabei werden lediglich die Metadaten zentral gesammelt und vorgehalten. Die Abbildungen selbst können auf den Quellservern verbleiben. Dabei kann Prometheus grundsätzlich alle Formen von Metadaten integrieren und ist damit ein offenes System, in das sich jeder Bildanbieter als Bildbeiträger einbringen kann. Dementsprechend ist das Bildmaterial heterogen. Eine inhaltliche Filterung findet nicht statt, so dass prominente Abbildungen der Kunstgeschichte regelmäßig mehrfach enthalten sind, da sie von verschiedenen Beiträgern eingebracht werden. Ebenso nimmt Prometheus keine Prüfung der Abbildungsqualität der Bildbeiträge vor.
Technisch wurde Prometheus während der ersten Projektjahre durch das Datenbanksystem kleio betrieben. Seit dem Jahr 2006 beruht der zentrale Server auf der Eigenentwicklung pandora, das auf der Grundlage von Ruby on Rails programmiert ist. Die Software wird unter der GNU Affero General Public License als freie Software zur Verfügung gestellt. Der Quellcode liegt offen.
Neben der Bildersuche auf Grundlage der Metadaten bietet Prometheus auch verschiedene Werkzeuge zur Bildersammlung in Arbeitsmappen, zur Bildpräsentation und zum Download an. Diese Instrumente sind vor allem für den Einsatz in der akademischen Lehre gedacht. Hier sind auch kollaborative Funktionen gegeben, da Bildermappen für andere Nutzer lesend oder schreibend freigegeben werden können.

## Projektgeschichte, Trägerschaft, Finanzierung
Das Projekt entstand im Rahmen des Projektprogramms „Neue Medien in der Bildung“, welches das deutsche Bundesministerium für Bildung und Forschung im Jahr 2000 aufgelegt hatte. Mit einer Fördersumme von 1,8 Millionen Euro (in heutiger Kaufkraft 2,90 Millionen €) nahm das Projekt am 1. April 2001 offiziell seine Tätigkeit auf. Eingebunden waren die Hochschule Anhalt (Standorte Köthen und Dessau mit den Fachgebieten Informatik und Design), die Humboldt-Universität Berlin (Kunstgeschichte), die Universität Gießen (Kunstgeschichte, Klassische Archäologie) und die Universität zu Köln (Fachgebiete Kunstgeschichte, Pädagogische Psychologie und Historisch-Kulturwissenschaftliche Informationsverarbeitung). Eine erste Version der Web-Anwendung ging noch im selben Jahr online.
Um den Fortbestand und die Verstetigung des Projekts nach Auslaufen der Fördermittel zu sichern, wurde der gemeinnützige Trägerverein Prometheus – Das verteilte digitale Bildarchiv für Forschung und Lehre e. V. gegründet, der seit 2005 die Geschäftsstelle des Archivs und die damit anfallenden administrativen und technischen Aufgaben, insbesondere die technische Weiterentwicklung betreibt.
Zur weiteren Finanzierung des Projekts wurde ein Lizenzmodell entwickelt, das die Nutzung des Archivs gegen entsprechende Gebühren vorsieht. Kleine Teile der Bildersammlungen von Prometheus sind als Open-Access-Bereich jedoch lizenzfrei benutzbar. Entsprechend dem gemeinnützigen Charakter des Projekts decken die Lizenzgebühren ausschließlich die Kosten für die Aufrechterhaltung des Serverbetriebs, insbesondere die Personalkosten ab. Dabei versteht sich Prometheus aber weiterhin als Open-Content- und Open-Source-Projekt. Die scheinbare Diskrepanz zwischen der Erhebung von Lizenzgebühren und der Verwendung des Open-Content-Begriffs hat vereinzelt scharfe Kritik provoziert.

## Rechtsfragen
Zahlreiche Abbildungen in Prometheus unterliegen den Regularien des Urheberrechts, da die Schutzfristen nicht abgelaufen sind. „Für die Verwendung der Bilder in Forschung und Lehre hat Prometheus mit der VG Bild-Kunst einen Vertrag geschlossen, der zum einen die Zugänglichmachung der Bilder in Prometheus durch die verschiedensten Bilddatenbanken erlaubt und zum anderen die Verwendung für Forschung und Lehre […] gestattet“. Das Bildmaterial darf daher also nur im Kontext von Forschung und Lehre kostenfrei und ohne Rücksprache mit den Rechteinhabern verwendet werden. Weiter gehende Nutzungen bedürfen der Verständigung mit den Rechteinhabern. Eine besonders günstige vertragliche Vereinbarung besteht mit der Bildagentur für Kunst, Kultur und Geschichte (ehemals Bildarchiv Preußischer Kulturbesitz), die pauschal die kostenfreie Verwendung ihrer Abbildungen in Publikationen bis maximal 1000 Stück Auflage gestattet hat.

## Wissenschaftliche Forschungsprojekte
In Zusammenarbeit mit bundesdeutschen Hochschulen betreibt Prometheus das Projekt Meta-Image zur kollaborativen Beschreibung von Bilddetails mit
entsprechenden digitalen Werkzeugen.

## Tochterprojekte
Das Projekt Marburger Lichtbildarchiv älterer Originalurkunden (LBA) online beruht in wichtigen Teilen auf Serverskripten, die in der ersten Projektphase von Prometheus entwickelt wurden.
Nach dem Einsturz des Historischen Archivs der Stadt Köln am 3. März 2009 initiierte der Verein Prometheus das Projekt Das digitale Historische Archiv Köln mit dem Ziel, Digitalisate verlorener oder unbenutzbarer Archivalien Kölner Provenienz digital zusammenzuführen und in einem virtuellen Lesesaal benutzbar zu machen. Nach anfänglichen Vorbehalten der Archivleitung entwickelte sich hieraus ein offizielles Kooperationsprojekt zwischen dem Archiv und Prometheus.